# Botryllus stewartensis
Botryllus stewartensis är en sjöpungsart som beskrevs av Brewin 1958. Botryllus stewartensis ingår i släktet Botryllus och familjen Styelidae. Inga underarter finns listade.